# Nishiki-e

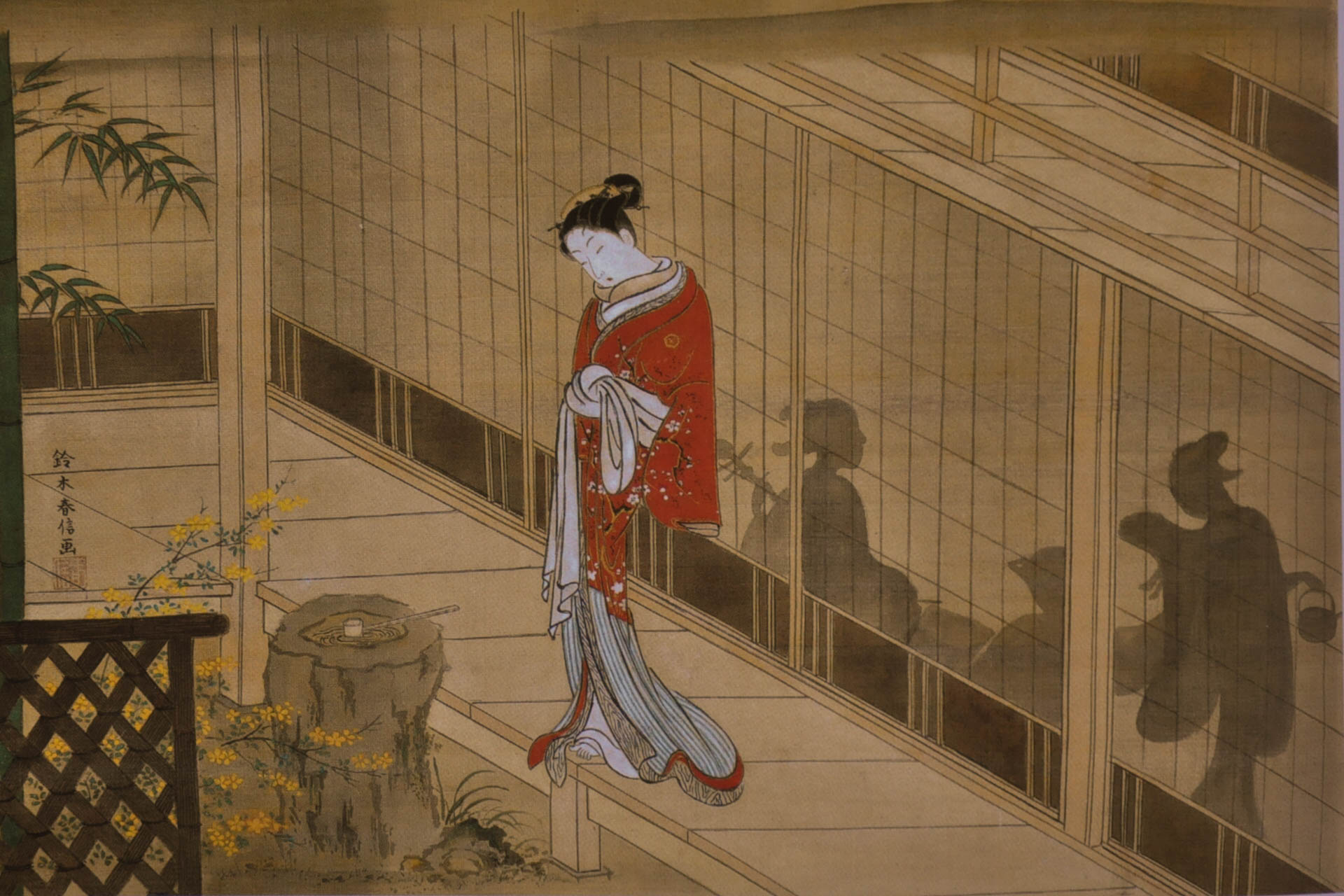
Cortesana en una galería, de Suzuki Harunobu (entre 1760-1770).

El nishiki-e (錦絵 estampa brocada?) es un tipo de impresión xilográfica japonesa con múltiples colores, técnica empleada principalmente en el ukiyo-e. Fue inventada en los años 1760, siendo perfeccionada y popularizada por el grabador Suzuki Harunobu, que realizó numerosos grabados nishiki-e entre 1765 y su muerte cinco años después.
Antes de existir esta técnica, la mayoría de grabados eran en blanco y negro, o coloreados a mano o con la adición de uno o dos tacos de tinta de color. Una estampa nishiki-e se crea grabando un taco de madera diferente para cada color, y haciéndolos servir después uno tras otro. Se considera que un grabador llamado Kinroku aportó las innovaciones técnicas necesarias para que tantos tacos de colores diferentes encajasen perfectamente en el papel en la posición adecuada, uno en relación con otro, a fin de crear una sola imagen completa.
Este estilo y técnica también se conoce como edo-e (江戸絵?), en alusión a Edo, antiguo nombre de Tokio, principal centro productor de la industria ukiyo-e.

## Elnishiki-een el período Meiji

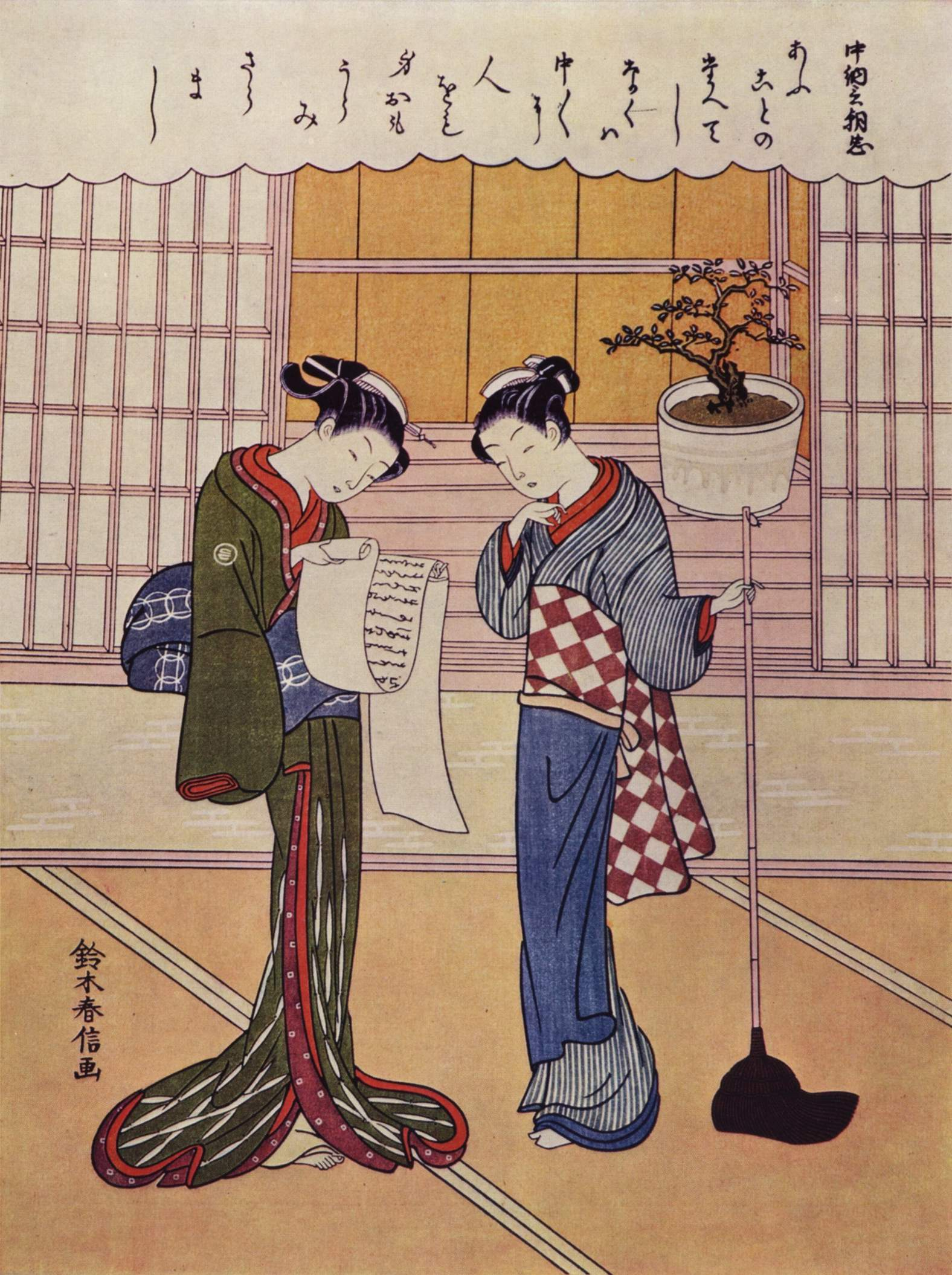
Dos mujeres en una galería, de Suzuki Harunobu, colección Sammlung H. C. Bechtler, Zúrich.

En el período Meiji diferentes nishiki-e ilustraban las últimas modas, artículos de importación, acontecimientos, la red de trenes, y otras novedades. Los diarios nishiki-e (新聞錦絵 shinbun nishiki-e''?) fueron muy populares entre el público durante este período. Los diseñadores de grabados creaban nishiki-e sobre temas escogidos de los diarios, como el Tokyo Nichinichi shinbun o el Yūbin Hochi shinbun.